# کارانتی
کارانتی (به ایتالیایی: Quaranti) یکی از شهرستانهای استان آسته در منطقه ایتالیایی پیدمونت می‌باشد که در ۷۰ کیلومتری جنوب شرقی تورین و ۲۵ کیلومتری جنوب شرقی آسته واقع شده است.
کارانتی با این مناطق شهری مرز مشترک دارد: کاستلیتو مولینا، فونتانیلی، مومباروتسو، ریکالدونی، و آلیچه بل کله.